# Шляховецкий, Валентин Михайлович
Валенти́н Миха́йлович Шляхове́цкий (15 октября 1935, Одесса — 8 ноября 2002, Краснодар) — советский и российский учёный в области холодильной техники, доктор технических наук (1994).

## Биография
Валентин Шляховецкий родился 15 октября 1935 года в Одессе в семье педагогов. В начале войны отец — преподаватель техникума — был призван в действующую армию, Валентин с матерью отправились в эвакуацию на Урал в г. Алапаевск, в 1946 году вернулись в Одессу. В 1952 году окончил школу, поступил в Одесский технологический институт пищевой и холодильной промышленности по специальности «инженер-механик» и окончил его в 1958 году.
После окончания института был направлен в Донбасс в Константиновку на должность главного механика Гормолзавода, затем был переведён на завод «Автостекло-25», где проработал руководителем группы до июля 1961 года. Одновременно В. М. Шляховецкий занялся преподавательской деятельностью, работая по совместительству в Константиновском индустриальном техникуме.
В июле 1961 года семья переезжает в Краснодар, где В.Шляховецкий работает на Краснодарском стекло-керамическом заводе, затем — преподавателем в Краснодарском Станкостроительном техникуме, где с 1961 года открылась кафедра холодильных и компрессорных машин и установок. Первый выпуск специалистов состоялся в 1963 году.
В 1964 году в Краснодарском политехническом институте, ныне КубГТУ, при кафедре Технологического оборудования была организована холодильная секция, выделенная затем в отдельную кафедру Холодильных и компрессионных машин и установок, и её первый заведующий И. В. Татабрин пригласил Валентина Михайловича работать на этой кафедре. Первый выпуск состоялся в 1967 году. Своим профессиональным и научным наставником В. М. Шляховецкий всегда считал ректора Одесского технологического института холодильной промышленности профессора В. С. Мартыновского.
В 1970 году В. М. Шляховецкий защитил кандидатскую диссертацию на тему «Исследование оптимальных схем холодильных установок для энерготехнологических систем низкотемпературной сепарации природного газа». В 1975 году В. М. избирается заведующим кафедрой холодильных и компрессионных машин и установок. Выпускники кафедры работают на важнейших предприятиях Краснодарского края. В 1994 году В. М. защищает докторскую диссертацию на тему «Струйные газодинамические устройства для контактного охлаждения пищевых продуктов». В том же году ему было присвоено звание профессора.
В течение многих лет В. М. Шляховецкий был членом редакционной коллегии журнала «Холодильная техника», а затем «Вестника Международной академии холода». Им опубликовано 340 научных работ, а также получено 94 авторских свидетельства и патента на изобретения. Он являлся членом ученого совета КубГТУ и КНИИХП Россельхозакадемии.
Умер 8 ноября 2002 года в Краснодаре после тяжёлой болезни. Похоронен на Славянском кладбище.

### Семья
- Отец — Михаил (Моисей) Самойлович Шляховецкий (1908—1986), педагог, преподаватель Юридического факультета Одесского Государственного университета им. Мечникова
- Мать — Софья Яковлевна (Шейла-Рохл Янкелевна) Ривкина (1910—1983), педагог, преподаватель математики
- Брат — Александр Михайлович Шляховецкий (род. 1950), патентный поверенный
- Жена — Елена Николаевна Шляховецкая (Гуцева, род. 1935), инженер
  - Сын — Игорь Валентинович Шляховецкий (род. 1959), солист ансамбля песни и пляски Черноморского Флота, Кубанского казачьего хора, Заслуженный артист Кубани
  - Сын — Давид Валентинович Шляховецкий (род. 1962), кандидат технических наук, доцент

## Награды и звания
- Заслуженный деятель науки Российской Федерации (1998)
- Почётный работник высшего профессионального образования Российской Федерации (2000)
- Действительный член (Академик) Международной академии холода (1995)
- Профессор (1994)
- Доктор технических наук (1994)

## Некоторые труды
- Шляховецкий, Валентин Михайлович. Очерки развития науки и техники охлаждения
- Шляховецкий, Валентин Михайлович. Промышленные системы хладоснабжения с аккумуляцией холода / В. М. Шляховецкий, Ю. С. Беззаботов. — Краснодар : [б. и.], 1998. — 70 с. : ил. — Б. ц. Библиогр.: с. 68-69
- Шляховецкий, Валентин Михайлович. Новая парадигма феноменологической термодинамики неравновесных систем в антропологическом пространстве
- Работы В. М. Шляховецкого
- Патенты В. М. Шляховецкого